# Franca (microregio)
Franca is een van de 63 microregio's van de Braziliaanse deelstaat São Paulo. Zij ligt in de mesoregio Ribeirão Preto en grenst aan de microregio's Ituverava, São Joaquim da Barra, Batatais, São Sebastião do Paraíso (MG), Passos (MG), Araxá (MG) en Uberaba (MG). De microregio heeft een oppervlakte van ca. 3.440 km². In 2009 werd het inwoneraantal geschat op 399.665.
Tien gemeenten behoren tot deze microregio:
- Cristais Paulista
- Franca
- Itirapuã
- Jeriquara
- Patrocínio Paulista
- Pedregulho
- Restinga
- Ribeirão Corrente
- Rifaina
- São José da Bela Vista

Mesoregio's: Araçatuba · Araraquara · Assis · Bauru · Campinas · Itapetininga · Litoral Sul Paulista · Macro Metropolitana Paulista · Marília · Metropolitana de São Paulo · Piracicaba · Presidente Prudente · Ribeirão Preto · São José do Rio Preto · Vale do Paraíba Paulista

Microregio's: Adamantina · Amparo · Andradina · Araçatuba · Araraquara · Assis · Auriflama · Avaré · Bananal · Barretos · Batatais · Bauru · Birigui · Botucatu · Bragança Paulista · Campinas · Campos do Jordão · Capão Bonito · Caraguatatuba · Catanduva · Dracena · Fernandópolis · Franca · Franco da Rocha · Guaratinguetá · Guarulhos · Itanhaém · Itapecerica da Serra · Itapetininga · Itapeva · Ituverava · Jaboticabal · Jales · Jaú · Jundiaí · Limeira · Lins · Marília · Mogi das Cruzes · Mogi-Mirim · Nhandeara · Novo Horizonte · Osasco · Ourinhos · Paraibuna e Paraitinga · Piedade · Piracicaba · Pirassununga · Presidente Prudente · Registro · Ribeirão Preto · Rio Claro · Santos · São Carlos · São João da Boa Vista · São Joaquim da Barra · São José do Rio Preto · São José dos Campos · São Paulo · Sorocaba · Tatuí · Tupã · Votuporanga